# Frederick Reines
Frederick (Fred) Reines (Paterson (New Jersey), 16 maart 1918 – Orange (Californië), 26 augustus 1998) was een Amerikaans natuurkundige die in 1995 de Nobelprijs voor de Natuurkunde kreeg vanwege "Experimenteel pioniersonderzoek naar leptonfysica" en specifiek voor "de detectie van het neutrino." De andere helft van de prijs werd gewonnen door Martin Lewis Perl.

## Biografie
Reines was de zoon van Israel Reines en Gussie Cohen, beide joodse immigranten uit Rusland. De familie Reines verhuisde naar Hilburn waar Frederick het grootste deel van zijn jeugd doorbracht. Later woonde hij in North Bergen waar hij de "Horance Mann-basisschool" bezocht en in Union City, waar hij de "Union Hill High School" bezocht. Hij studeerde werktuigbouwkunde (bachelor in 1939) en aansluitend natuurkunde (master in 1941) aan het Stevens Institute of Technology. Hij promoveerde in 1944 aan de New York University onder R.D. Present.
Tijdens de Tweede Wereldoorlog werkte hij (nog voor hij zijn promotie had afgerond) als groepsleider van de afdeling theoretische divisie van het Manhattanproject onder Richard Feynman te Los Alamos. Na de oorlog bleef hij werkzaam bij het Amerikaanse kernwapenprogramma, waar hij onder andere met John von Neumann het effect naar explosieschokgolven onderzocht. In 1951 was hij directeur van Operation Greenhouse, een serie experimenten gerelateerd tot het testen van kernwapens op het atol Eniwetok in de Zuid-Pacific en in de testgebieden voor kernproeven in Nevada. Zijn voornaamste doel was de gevolgen van kernexplosies te onderzoeken. Begin jaren 1950 ontwikkelde hij samen met Clyde Cowan, zijn vriend en collega van Los Alamos, een inventieve methode om neutrino’s te detecteren die resulteerde in het Cowan-Reines-neutrinoexperiment.
In 1959 werd hij benoemd tot hoogleraar natuurkunde en hoofd van de faculteit fysica aan de Case Institute of Technology. Daar leidde hij een groep fysici die voor het eerst neutrino’s wist te detecteren die gecreëerd werden in de atmosfeer door kosmische straling. In 1966 vertrok hij (samen met een deel van zijn neutrino-onderzoeksgroep) naar de nieuw opgerichte universiteit van Californië - Irvine (UCI). Hoewel hij in 1988 officieel met emeritaat ging bleef hij tot aan zijn overlijden in 1998 aan deze universiteit verbonden.

## Neutrino-experiment
Het bestaan van het neutrino, een elektrisch neutraal elementair deeltje met een bijna verwaarloosbare massa, was in 1930 op theoretische gronden voorspeld door Wolfgang Pauli. Probleem was dat het neutrino experimenteel nauwelijks aantoonbaar was. Om neutrino’s in grote hoeveelheden te creëren was een sterke bron nodig en die kwam ter beschikking met de ontwikkeling van de atoombom. Voor de experimentele meting van neutrino’s wilden Reines en Cowan aanvankelijk dan ook een atoomexplosie gebruiken als neutrinobron.
Het idee [...] van de heftigste explosie die mensen kunnen veroorzaken, was een beetje bizar, maar we hadden met bommen gewerkt en dachten dat we een toepasselijk systeem konden ontwerpen
Een nadere uitwerking van hun idee leidde tot een veiliger alternatief voor hun neutrinobron: een kernreactor. Voor hun experiment maakten ze gebruik van de sterke kernreactor van de Savannah River Site in South Carolina. Op 14 juni 1956 was het experiment een feit en konden ze het volgende telegram aan Pauli sturen:
We zijn blij u te kunnen melden dat we neutrino’s, ontstaan bij kernsplijting, ondubbelzinnig hebben gedetecteerd, door het observeren van het inverse bètaverval van protonen.
Ook daarna besteedde Reines het grootste gedeelte van zijn carrière aan de studie van neutrino’s, zowel hun eigenschappen als hun interacties met andere deeltjes. Zijn werk was van grote invloed op al het latere neutrino-onderzoek. Zijn neutrinowerkgroep te Irvine nam deel aan het IMB (Irvine-Michigan-Brookhaven) protonvervalexperiment, die als eerste het dubbele bètaverval aantoonde. Het IMB Collaboration ontdekte ook (met de Japanse Kamiokande-detector) de emissie van neutrino’s afkomstig van de supernova 1987A, een ontdekking die hielp tot de ontwikkeling van de neutrino-astronomie.

## Erkenning
Voor de detectie van het neutrino en de talloze ontdekkingen die hij in veertig jaar had gedaan ontving Reines – Clyde Cowan was in 1974 gestorven – in 1995 de Nobelprijs voor de Natuurkunde. Daarnaast werd hij onderscheiden met de J. Robert Oppenheimer Prize (1981), de National Medal of Science (1983), de AAS Bruno Rossi Prize (1989), de W.K.H. Panofsky Prize in Experimental Particle Physics (1992) van de American Physical Society en de Benjamin Franklin Medal (1992).